# Thomas Ereu
Thomas Ereu, nacido el 25 de octubre de 1979 en Acarigua, Venezuela, es un jugador profesional de voleibol, integrante de la selección nacional, conjunto con quien ganó la medalla de oro en los Juegos Panamericanos de 2003. Desde la temporada 2016/2017 juega de receptor en el Club Voleibol Teruel. También ha jugado en otros clubes de la Superliga como el CV Mediterráneo, CV Tenerife Sur y CV Málaga. Además de haber disputado la liga italiana con Mantova Top Team, Pagvolley Taviano, Pallavolo Pineto y Pallavolo Loreto, en la liga griega con el EA Patras, en la venezolana con Vikingos de Miranda y en la francesa con el Saint Nazaire.

## Trayectoria
| Club                         | País      | Temporadas  |
| ---------------------------- | --------- | ----------- |
| Mantova Top Team             | Italia    | 2000 - 2001 |
| CV Málaga                    | España    | 2002 - 2003 |
| C.V. Tenerife Sur            | España    | 2003 - 2005 |
| Pagvolley Taviano            | Italia    | 2005 - 2007 |
| Iraklis VC                   | Grecia    | 2009        |
| Pallavolo Pineto             | Italia    | 2010        |
| Pallavolo Loreto             | Italia    | 2010 - 2011 |
| Vikingos de Miranda          | Venezuela | 2011 - 2013 |
| Club Voleibol Teruel         | España    | 2013 - 2014 |
| Saint-Nazaire                | Francia   | 2014 - 2015 |
| CV Mediterráneo de Castellón | España    | 2015 - 2016 |
| Club Voleibol Teruel         | España    | 2016 - 2022 |

## Palmarés

### Jugador
Campeonatos Nacionales
| Título              | Club                 | País      | Año     |
| ------------------- | -------------------- | --------- | ------- |
| Copa del Rey        | CV Tenerife Sur      | España    | 2003-04 |
| Supercopa de España | CV Tenerife Sur      | España    | 2004    |
| Copa de Italia 2    | Pagvolley Taviano    | Italia    | 2006    |
| Primera División    | Vikingos de Miranda  | Venezuela | 2012-13 |
| Primera División    | Vikingos de Miranda  | Venezuela | 2012-13 |
| Copa del Rey        | Club Voleibol Teruel | España    | 2018    |
| Supercopa de España | Club Voleibol Teruel | España    | 2016    |
| Supercopa de España | Club Voleibol Teruel | España    | 2017    |
| Superliga           | Club Voleibol Teruel | España    | 2017-18 |
| Supercopa de España | Club Voleibol Teruel | España    | 2018    |
| Superliga           | Club Voleibol Teruel | España    | 2018-19 |
| Supercopa de España | Club Voleibol Teruel | España    | 2019    |